# Col·legiata Basílica de Santa Maria de Manresa
La Col·legiata Basílica de Santa Maria, o com es diu popularment, La Seu, és l'edifici més emblemàtic del gòtic religiós manresà. Corona el Puig Cardener, bressol històric de la ciutat, des d'on es contempla un bon panorama sobre el riu. Ocupa l'espai de construccions religioses i civils més antigues. És, sens dubte, la imatge més clàssica i bonica de la ciutat. És una obra declarada bé cultural d'interès nacional.
El primer nom fa referència al capítol de canonges que acull, mentre que de la denominació de basílica correspon al títol atorgat l'any 1886 pel papa Lleó XIII. L'any 1931 fou declarada monument historicoartístic de caràcter nacional.
Encara que amb el Concordat de 1851 aquesta col·legiata (i la majoria del País) va ser suprimida, es van realitzar gestions per a que es conservara el capitol. Al 1883, la Santa Seu va crear quatre canongies honoràries i, finalment, el 5 de desembre de 1884, un Breu pontifici li retornava el títol de Col·legiata a l’església, atorgant-li perpètuament “tots i cadascun dels drets, privilegis, prerrogatives i preeminències de què gaudeixen o puguin fruir en temps futur les altres esglésies distingides amb el mateix títol”. En aquell moment es van atorgar vuit canonges presidits per un arxiprest-president. Per tant, encara que, a dia de hui dispose d'un capitol (encara que menor), no es tracta d'una catedral ni cocatedral, com alguns pensen.

## Història

### Època preromànica
Vers el 940 fou consagrat pel bisbe de Vic un temple amb aquesta advocació, que fou destruït per la invasió sarraïna de les tropes musulmanes d'Almansor l'any 1003 i refet en temps de l'Abat Oliba de Vic, entre els anys 1020 i 1030. Posteriorment, al segle xii, fou bastit un temple romànic d'una nau amb creuer, cimbori i tres absis, que fou enderrocat en construir la nova església. D'aquest edifici, disposem de notícies centrades en una deixa feta pel vicari comtal de la ciutat el 1169 per a l'obra d'aquest temple, però no disposem de cap notícia del procés de construcció. Participaren en la reconstrucció el comte Berenguer Ramon I i la seva mare, la comtessa Ermessenda de Carcassona.
La resta més interessant que es conserva de l'església romànica és el Portal dels Claustres, antigament anomenat Porta de l'Abadia. No se sap amb exactitud l'emplaçament original del portal però es creu que probablement es tractaria d'una entrada a un dels braços del transsepte. El timpà original, molt malmès en ser fet de pedra sorrenca, fou substituït pel que veiem actualment gràcies al patrocini dels Amics de la Seu.
Una observació atenta de les escultures del portal permet relacionar-les amb els del claustre del monestir de Sant Cugat del Vallès, encara que aquests són més elegants, i fa pensar en una dependència directa amb algun dels tallers que hi treballaren. Des del segle xi acollí una comunitat canonical, que el 1592 fou convertida en col·legiata secular, suprimida al seu torn pel concordat del 1851 i restablerta el 1884 per Lleó XIII, que atorgà honors de basílica al temple.

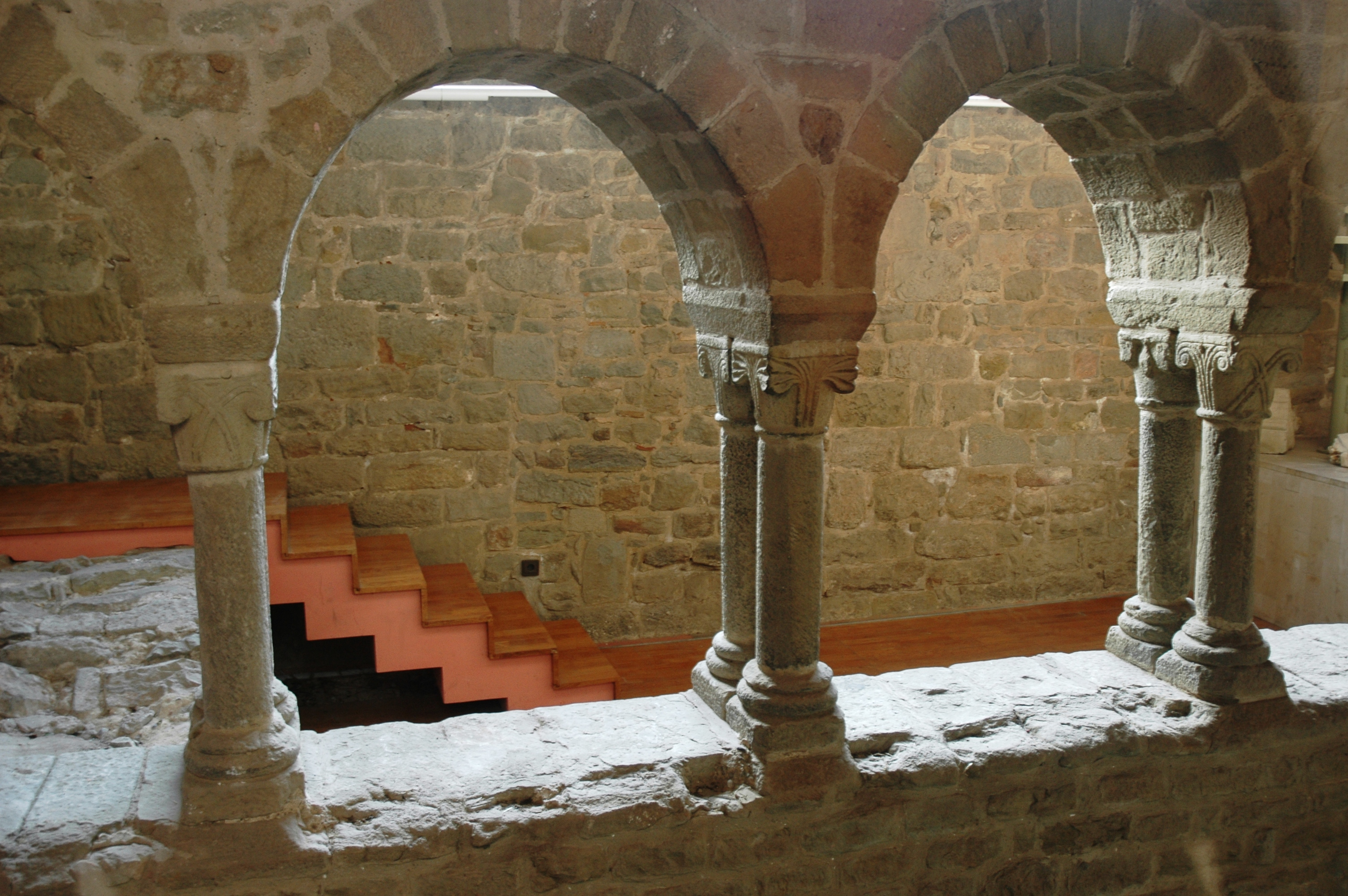
Capitells de la Galeria del segle XI
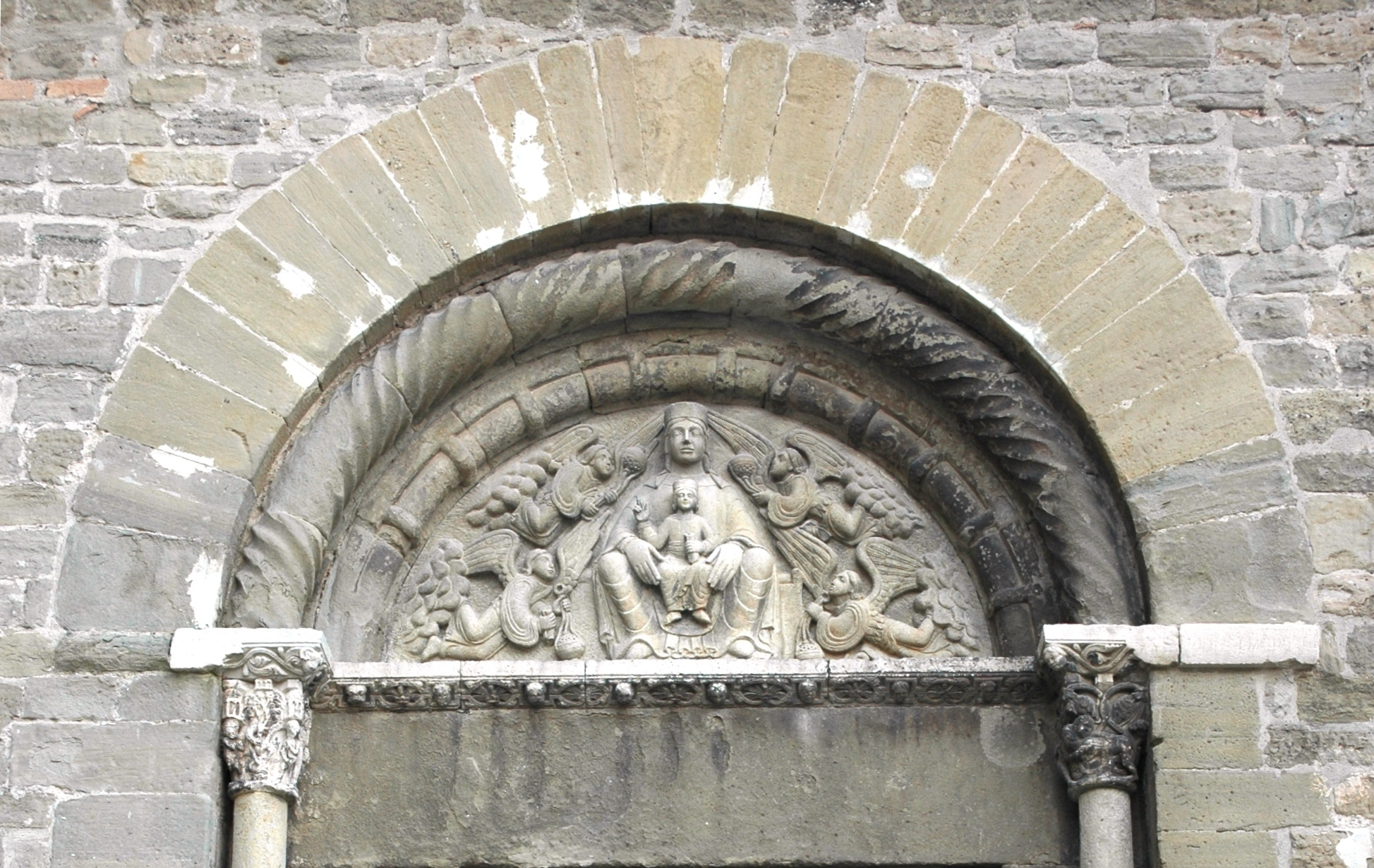
Portal romànic del segle XII

### Època gòtica

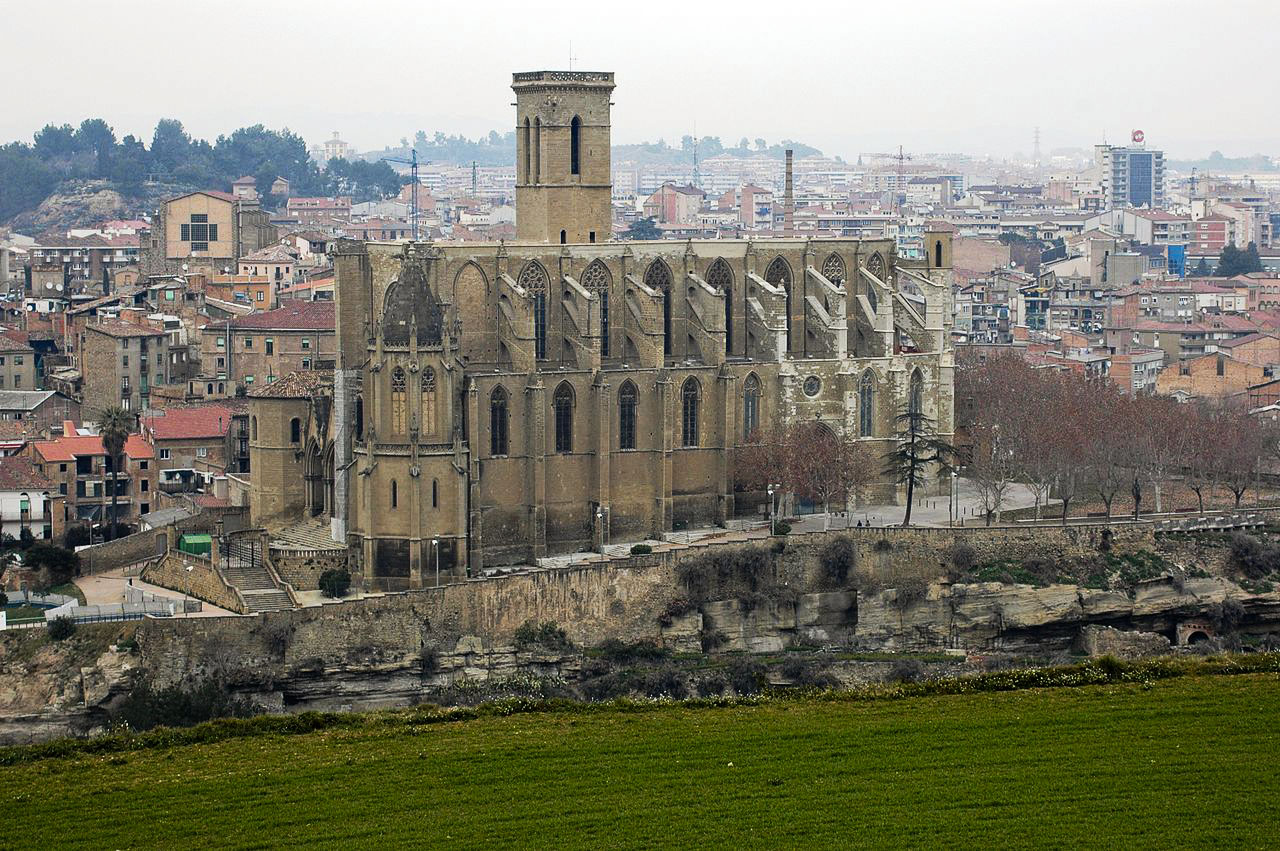
La Seu, vista des de Santa Caterina

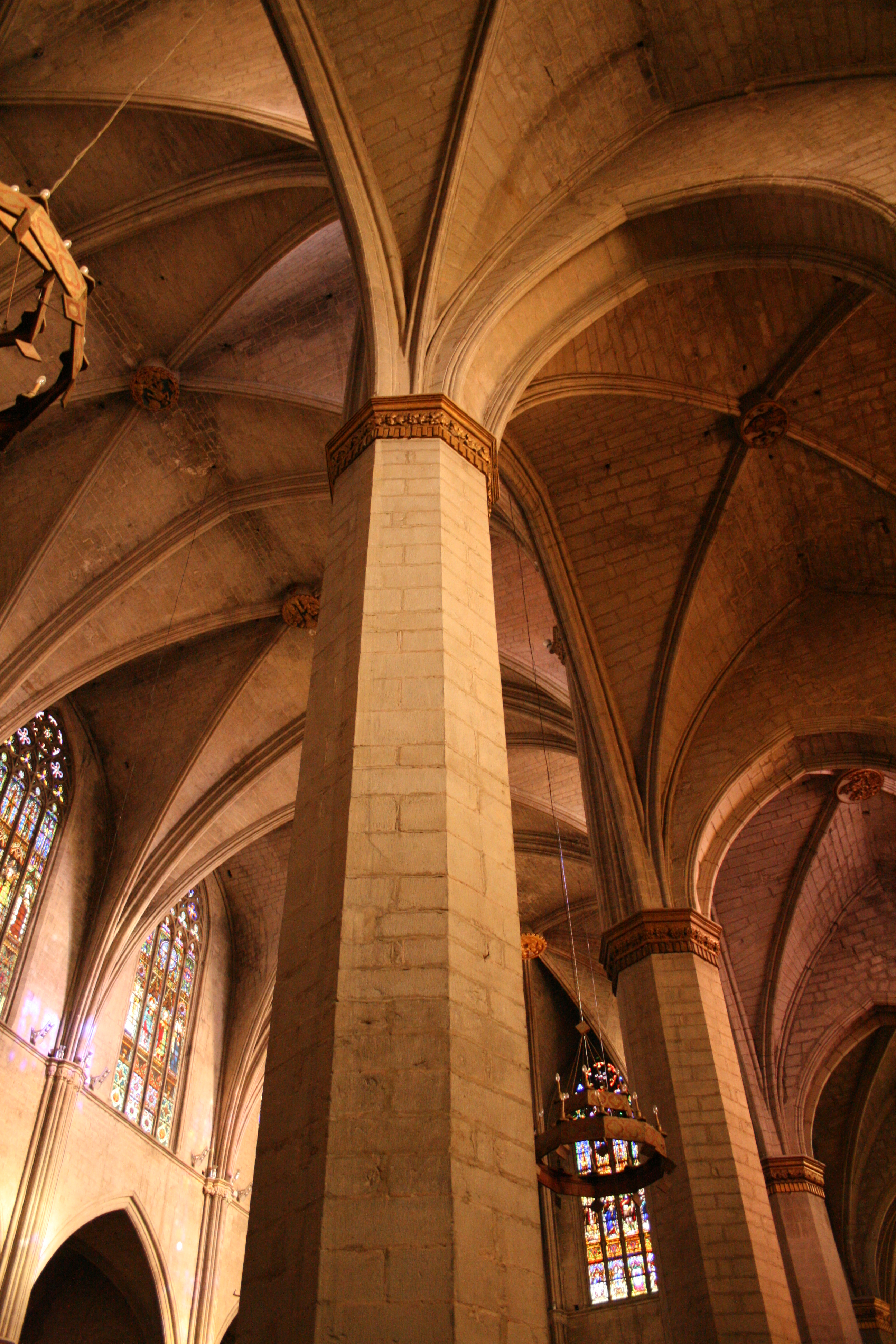
Columnes i voltes gòtiques

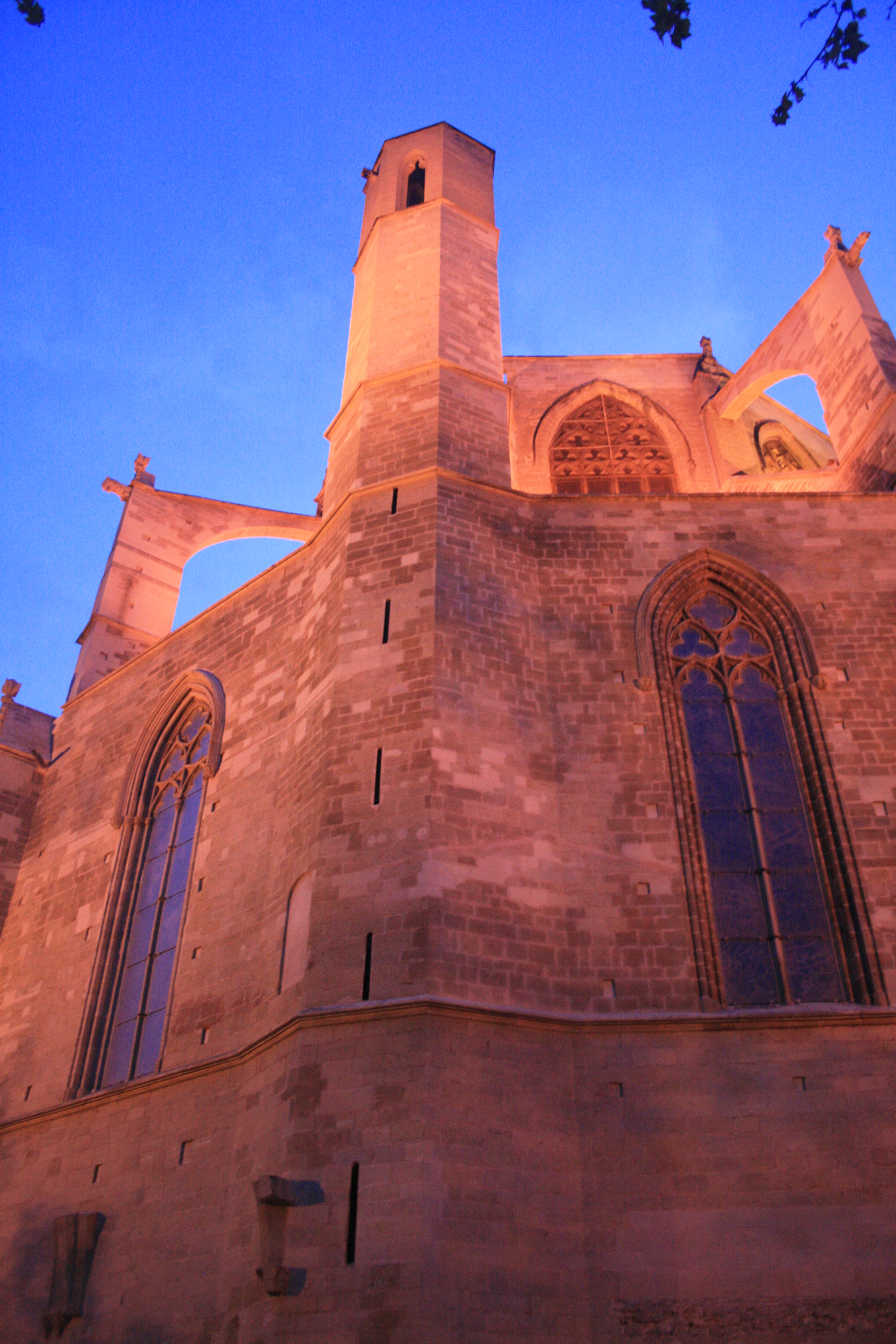
El cargol de Sant Pere en un angle de l'àbsida

La construcció de l'església actual fou acordada el 1301 pel consell municipal, però no començà fins al 1322 amb la contractació del mestre d'obres Berenguer de Montagut (a qui s'encomanà simultàniament l'edificació de l'església del Carme de Manresa). Montagut seria poc després (1329) l'arquitecte de Santa Maria del Mar (Barcelona) juntament amb Ramon Despuig. Les obres de Santa Maria de l'Alba, en les quals intervingueren altres mestres d'obres com Arnau de Velleres o Martí Ibar, començaren el 1328 i s'allargaren fins a finals del segle xv. El 1371 fou consagrat l'altar major, i les obres reberen un nou impuls al tombant del segle xv. Però fins al 1486-88 no es tancà el mur de ponent, amb la gran rosassa. Amb tot, la façana no es completà fins als anys 1915-34 amb l'obra del baptisteri i el pòrtic neogòtics, projectats per Alexandre Soler i March. L'església patí un incendi a la fi de la Guerra de Successió (1714) i fou malmesa el 1936.
El campanar és obra de Joan Font i Guerau Cantarell, i data del 1592 (1684?). La capella del Santíssim, d'estil renaixent, fou inaugurada el 1657. El claustre actual és obra barroca, de primers del segle xviii. La façana principal porticada i baptisteri són dels anys 1915-1934, realitzats segons projecte d'Alexandre Soler i March, interpretant una idea d'Antoni Gaudí. S'han efectuat diverses obres de restauració i manteniment.

## Descripció

### Nau

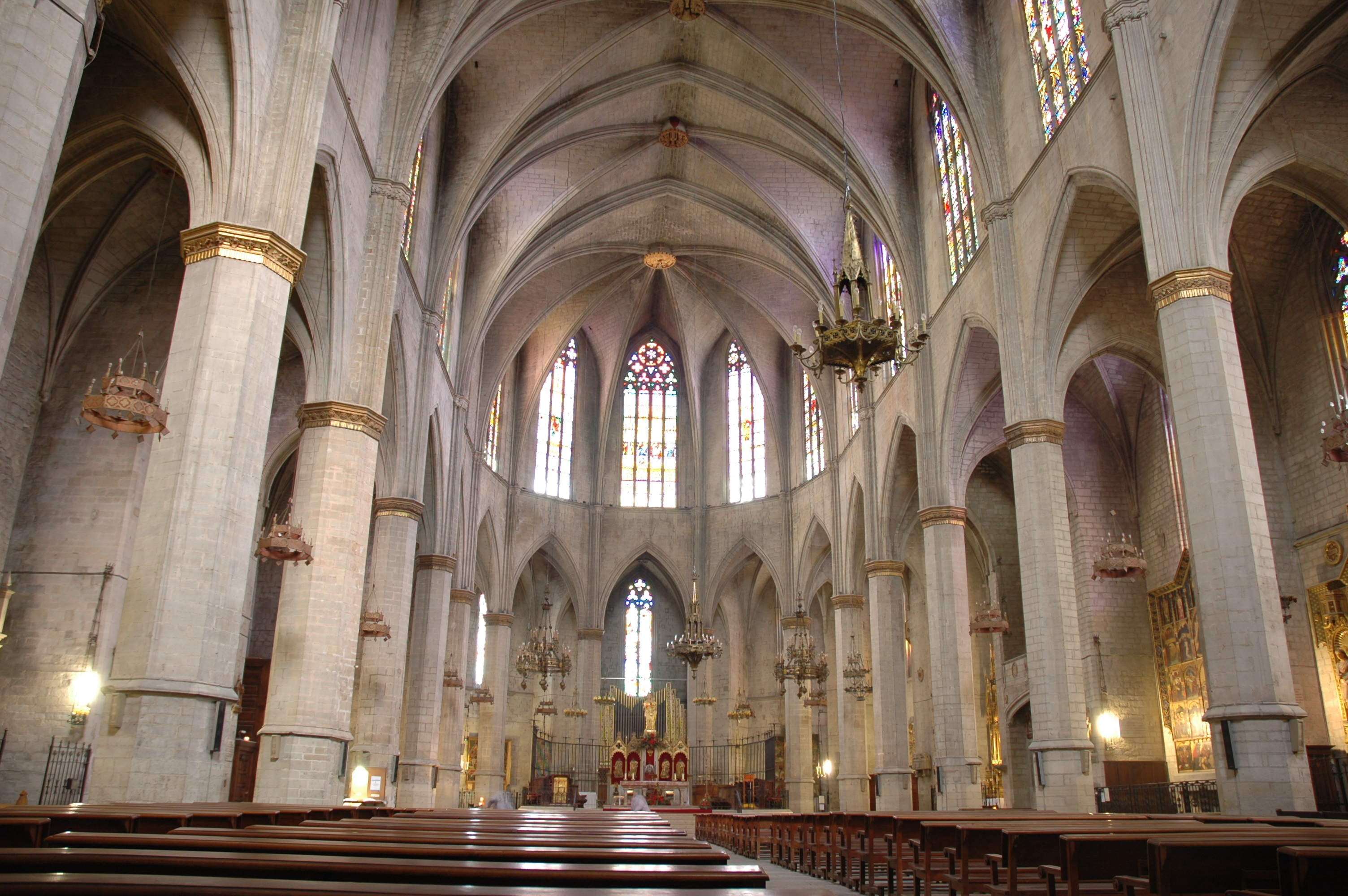
La nau central

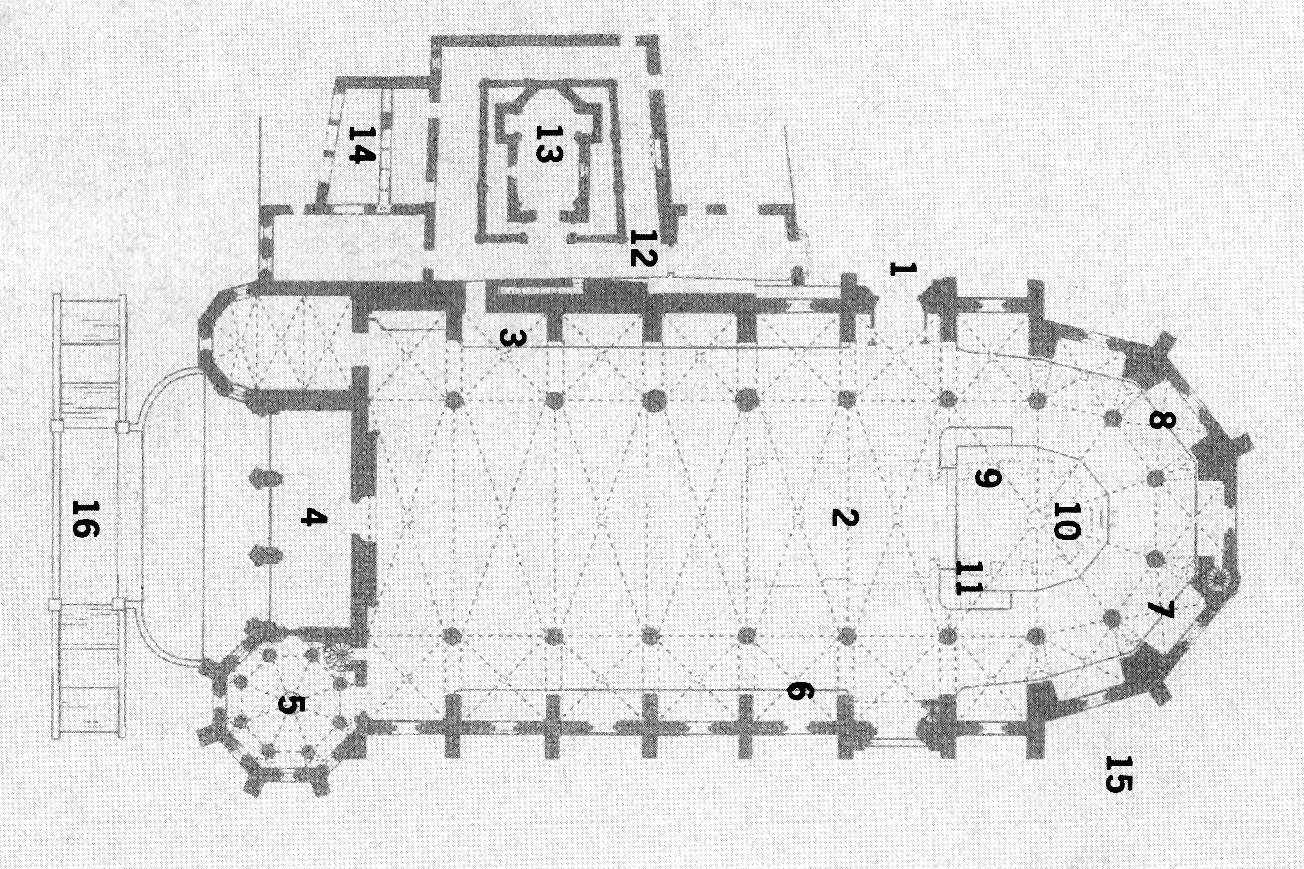
Planta

L'església col·legiata de Santa Maria, coneguda també per Santa Maria de l'Alba i popularment -bé que impròpiament- per la Seu és el monument més representatiu de la ciutat de Manresa, i un dels edificis cabdals de l'art gòtic català. L'església es dreça en el planell superior del Puigcardener, dominant la ciutat, al lloc d'una d'anterior, esmentada el segle x, i substituïda el segle xii per un temple romànic.
L'església, d'estil gòtic català, és d'una nau amb absis poligonal, amb capelles laterals i girola, coberta amb volta de creueria sobre 18 pilastres de secció vuitavada. La nau, d'una alçada excepcional a Catalunya, és apuntalada a l'exterior per 18 arcbotants i il·luminada per una trentena de grans finestrals amb vidrieres policromes historiades. Aquests dos elements l'acosten a la tipologia del gòtic europeu. Les dimensions del temple són 68 m de llargada, 33 m d'amplària i uns 30 m d'alcària. L'amplada de la nau (18'5 m) fa que sigui, després de les seus de Girona (22,98 m) i de Mallorca (19,4 m), una de les naus gòtiques més amples d'Europa. El campanar de torre, de planta quadrada, té una alçada de 50'5 m. Era rematat per una balustrada substituïda per una barana neogòtica, obra d'A. Soler i March.
Des del punt de vista arquitectònic, l'església té un gran interès per la solució intermèdia, de síntesi, que adopta entre l'estructura de temple d'una nau i l'estructura de tres naus, en la qual les capelles laterals -gràcies als grans arcs que les comuniquen- fan l'efecte visual d'unes col·laterals. És per això que calgué construir els arcbotants, ja que calia descarregar el sector que a la part baixa estava foradat amb grans arcs per tal de produir aquest efecte de tres naus. Amb tot, alguns autors creuen més propi parlar de contraforts profunds a dos nivells, que no pròpiament d'arcbotants.
L'interior, presidit per una talla de la Mare de Déu de l'Alba (còpia d'una de finals del segle xiv, destruïda per un incendi el 1979), guarda una valuosa mostra de pintura gòtica catalana: el retaule de Sant Marc i Sant Anià, obra d'Arnau Bassa (1346). El monumental retaule de l'Esperit Sant, obra de Pere Serra (1394). El de Sant Miquel i Sant Nicolau, obra de Jaume Cabrera (1406). Una llarga predel·la de desaparegut retaule de Sant Antoni Abat, obra de Lluís Borrassà (1411). I el retaule de la Trinitat, obra de Gabriel Guàrdia (1501), seguidor de Jaume Huguet.
A tocar de la basílica, que aprofita en el seu mur nord el de l'antiga església romànica, hi ha, vora el claustre, part d'una antiga galeria romànica del segle xi, de dos pisos, el superior amb quatre arquets rodons amb els capitells treballats. També es conserva prop el portal gòtic de tramuntana, un portal amb timpà i capitells, atribuït a l'escultor Arnau Cadell, procedent de l'antic temple romànic del segle xii. El timpà original, molt malmès, es guarda al museu de la col·legiata, i ha estat substituït per una bona reproducció. El claustre, situat al N de l'església, és renaixentista i té el pati central ocupat per una capella barroca.

### Cripta

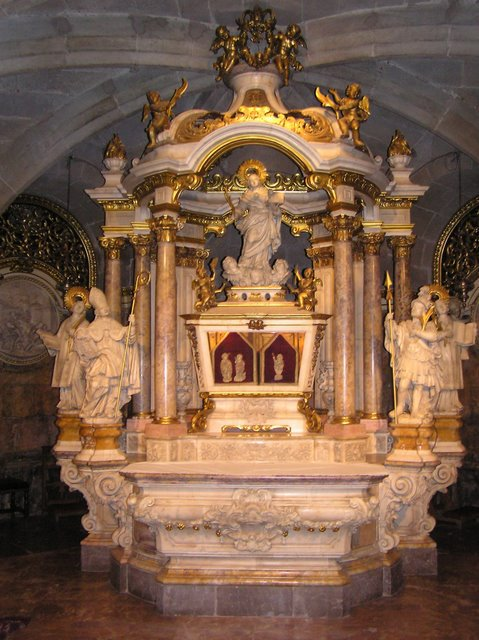
Cripta de la Seu de Manresa

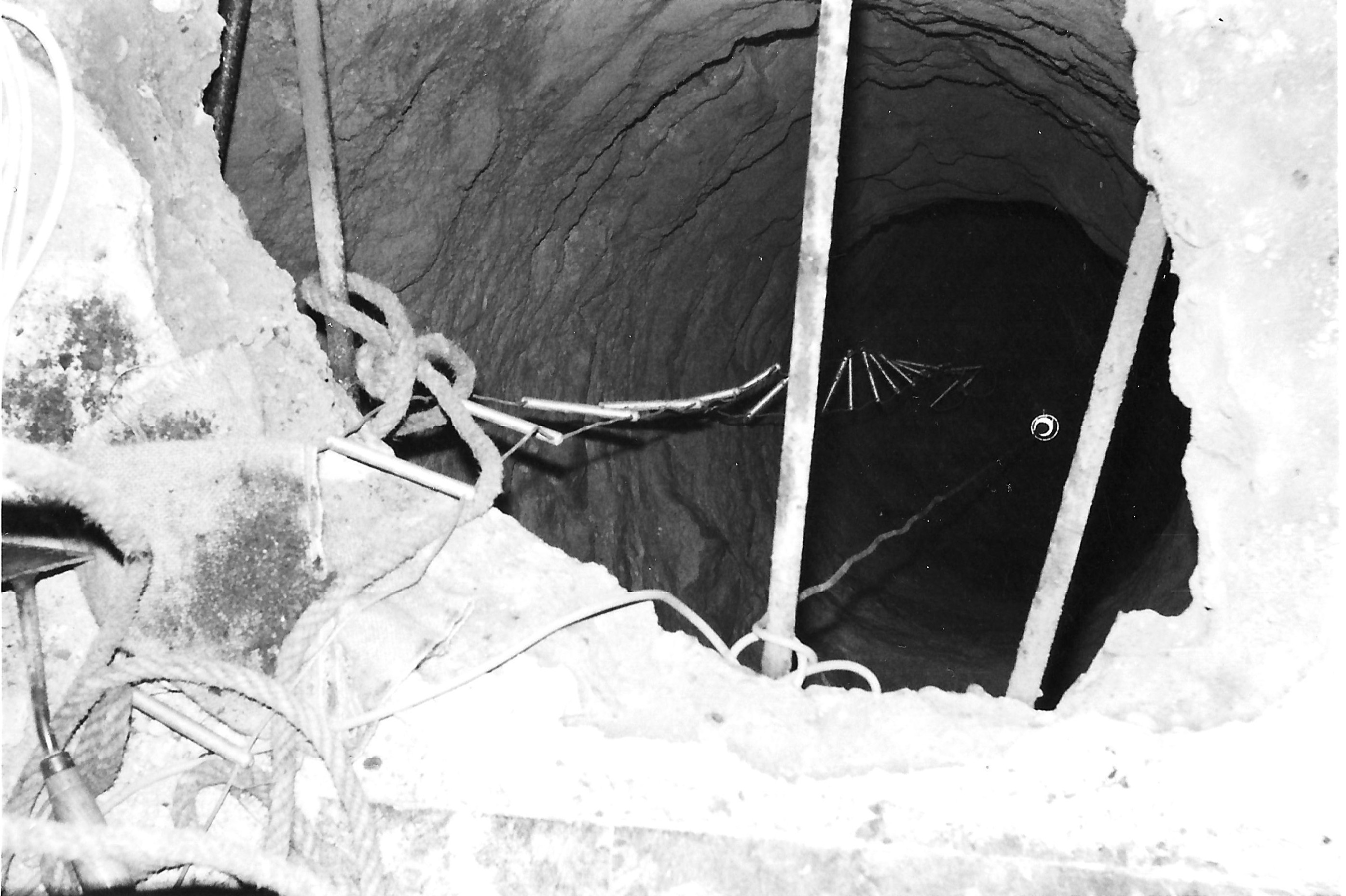
Pou sota la cripta

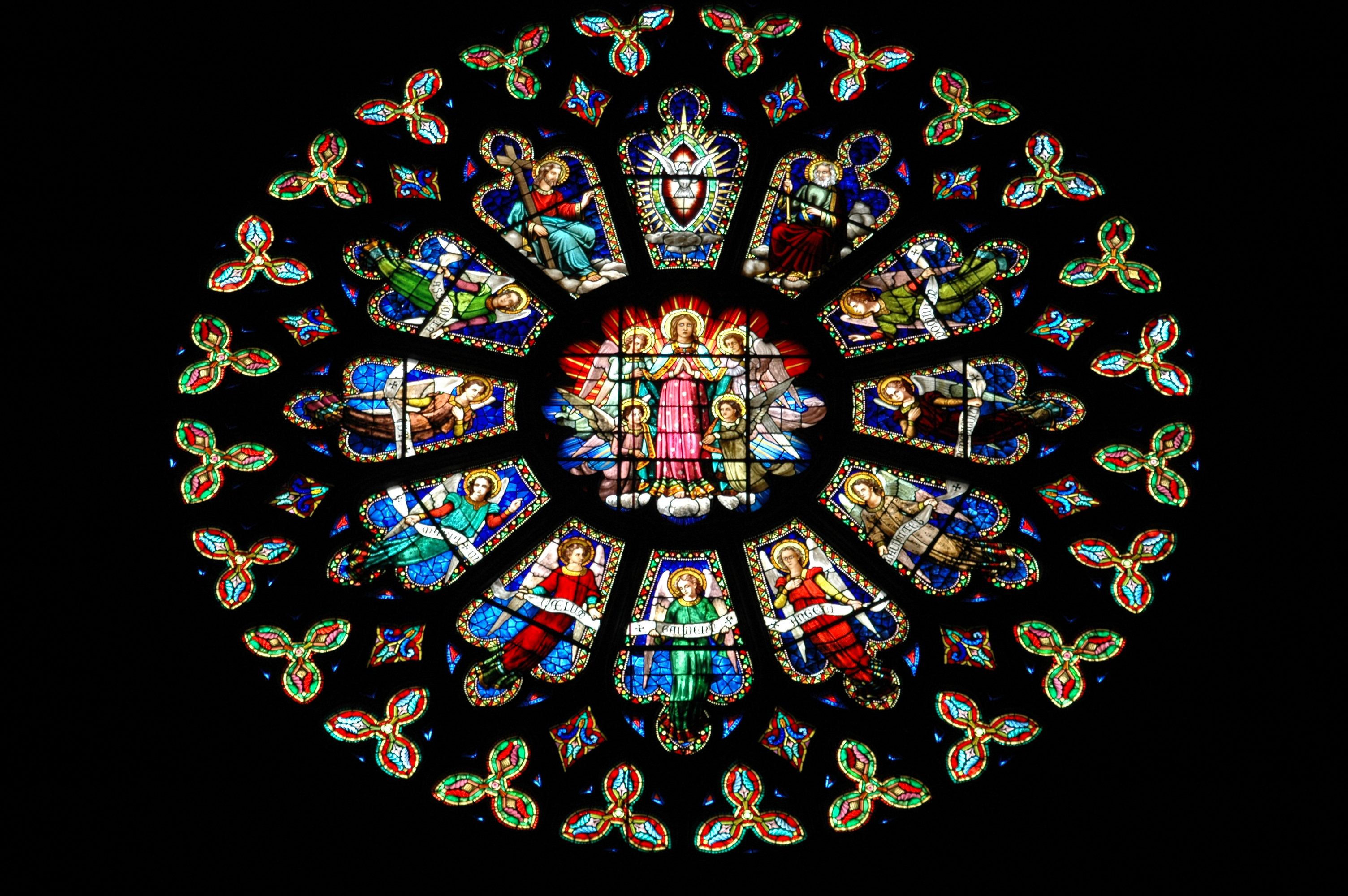
Detall interior de la Rosassa, recentment restaurada

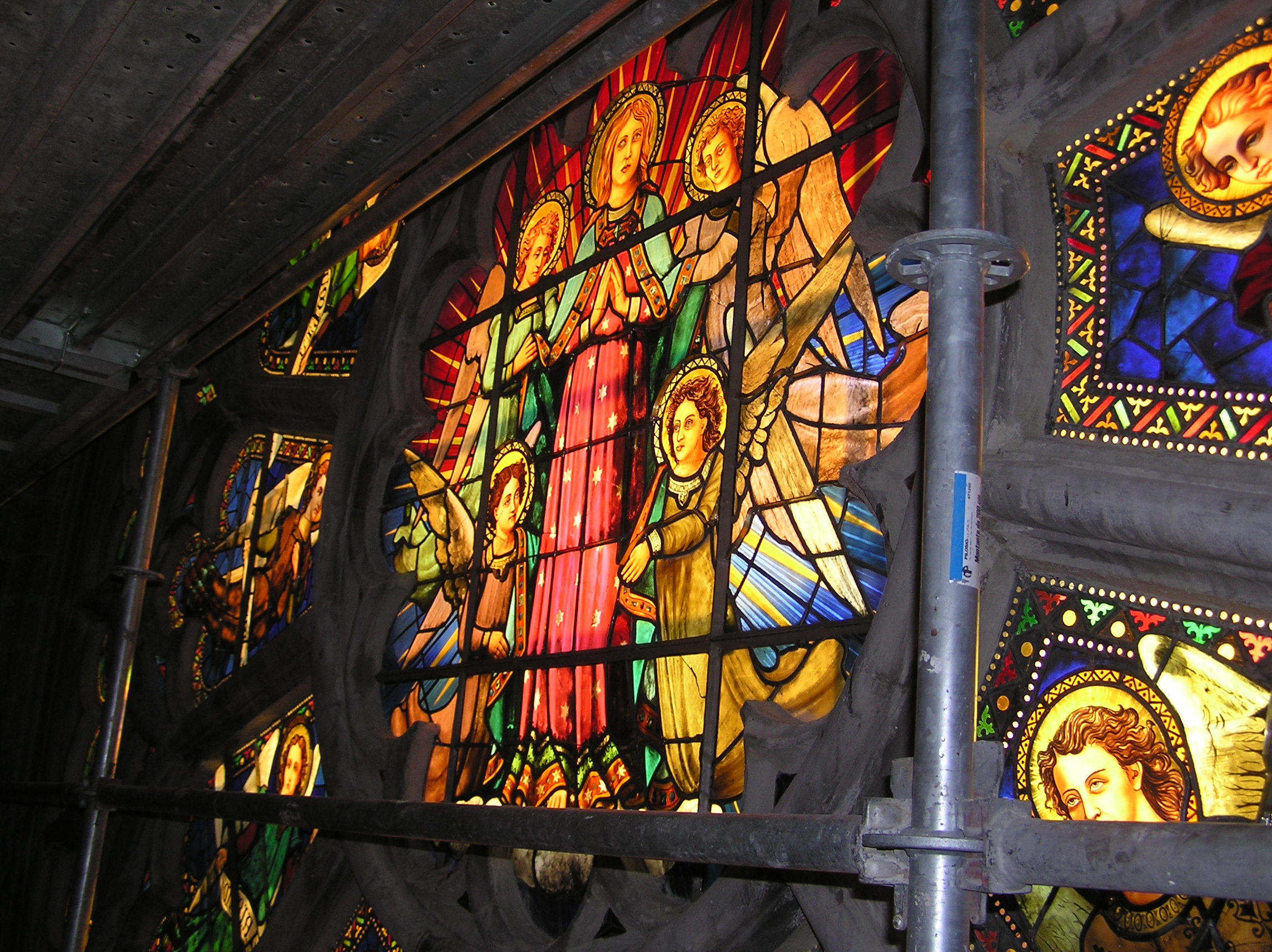
Detall de la restauració

Sota l'altar major hi ha una cripta, construïda entre 1576 i 1578 i notablement ampliada el 1973, que guarda les relíquies dels sants màrtirs Maurici, Fruitós i Agnès, patrons de la ciutat. La decoració marmòria és obra de l'escultor bagenc Jaume Pedró (1781), i un dels millors conjunts del barroc academicista català. Pedró s'establí posteriorment a Cervera, on feu el retaule de la capella de la universitat.
L'àmbit ocupat inicialment coincidia amb l'àmbit presbiteral, està envoltada per set absidioles de planta quadrada i volta de punt rodó i l'accés era – com a la Catedral de Barcelona a través d'una gran escalinata frontal – per la Festa Major del 1783 (estava previst per l'agost del 1781), s'inaugurava un nou retaule obra d'en Jaume Padró i Cots, a més hi havia vuit medallons i vuit busts també d'alabastre a tot el volt. A principis de la dècada del 1970, es va fer una gran ampliació d'espai, ocupant una bona part del subsòl central de la basílica i habilitant uns accessos laterals. S'observa una rosassa de 9 metres de diàmetre, és de finals del segle xix i de formigó (no és pedra), està construïda en el nostre sistema mètric i la Mare de Déu (imatge central) fa 1.80 metres d'alt.
Durant la guerra civil es va destruir completament el templet barroc, el sagristà va fer guardar els milers de fragments dins de sepultures al voltant de l'àbsida de la basílica. Anys més tard una colla d'amics molt influïts pel sagristà, que estava convençut que el templet es podia reconstruir, va iniciar la tasca de reconstrucció. Avui dia es pot veure completament restaurat i en el lloc per on va esser pensat.
L'equip que es va encarregar d'una restauració de tan ampli abast estava compost per Josep Pérez (sagristà, coneixia perfectament les vicissituds per on havia passat el templet, era l'ànima del projecte; Jaume Espinalt (responsable d'extreure i classificar tots els fragments del retaule d'en mig de la runa dins les sepultures); Eduard Bohigas (responsable tècnic del projecte);Ramon Majà (l'escultor);Pere Roca (el daurador)
El templet barroc d'en Jaume Padró, és un moble fet d'alabastre i marbre consta d'un basament amb la mesa; un columnari amb sis columnes, quatre imatges (Auguri, Eulogi, Fruitós i Maurici) i una urna de vidre que conté dues caixes de fusta folrades de vellut amb brodats dels Sants Patrons, amb les relíquies de diferents sants entre els quals destaquen els patrons de Manresa santa Agnès de Roma sant Fruitós i sant Maurici; un entaulament que envolta una imatge de Santa Agnès i finalment una cúpula.

### Portals
- De Migdia. Porta lateral formada per cinc feixos de columnetes, que sostenen la llinda rectangular de la porta, coronades per cinc capitells a banda i banda dels quals arrenca l'àmplia arquivolta ogival. El guardapols és ornat a tot volt per unes frondes d'estilitzada imitació vegetal i capçat per la corresponent "carxofa". Capitells de temàtica floral purament decorativa amb presència de figures humanes i animals. On arrenca l'arquivolta hi ha dues mènsules.[1]
- Nord. Portal d'una gran bellesa, bona mostra de l'arquitectura gòtica catalana. Consta d'un marc general tangencial en xamfrà de conjunt o en angle de quaranta-cinc graus amb parament i amb una perpendicularitat de tots els elements motllurats respecte a la visió probable de l'espectador.[1] És un portal de tipus romà: L'arc apuntat més visible és un triangle equilàter i el gablet forma un triangle isòsceles. Aquestes figures es complementen amb el cercle (òculs o rosasses cegues) que així ho requereix un efecte visual. Als costats, dues àmplies faixes de columnes cilíndriques fines posades damunt basaments decorats amb temes geomètrics.[1]
- Dels Claustres. Presenta una estructura formada per un arc de mig punt adovellat en el qual s'inscriuen dues arquivoltes en degradació. La més exterior té una forma helicoidal i reposa sobre dues columnes estilitzades amb capitells historiats força ben conservats a causa de estar treballats en pera calcària. El de l'esquerra presenta dos temes del Gènesi, la temptació d'Adam i Eva, amb la serp que repta per l'arbre i la seva expulsió del Paradís. La imatge de Déu és majestuosa en contrast amb l'arrauliment dels dos personatges. En el de la dreta hi ha dos homes lluitant i decoració amb motius vegetals.[1] L'arquivolta interior envolta el timpà on s'hi troba la Verge asseguda amb el Nen a la falda. Quatre àngels turiferaris situats entre núvols com si fossin al cel acaben de donar el sentit teofànic a l'escena, que completa el cicle de pecat i redempció començat per Adam i Eva.[1] El timpà que veiem actualment és una còpia de l'original degut al seu mal estat de conservació.[1] Delimitant inferiorment el timpà i perllongant-se fins als capitells, de manera que esdevé els seus àbacs, trobem un fris de 10 cm d'amplada amb motius decoratius consistents en una sanefa perlada, formada per medallons amb decoració vegetal i quadrats amb petits caps humans excepte dos que presenten el d'un porc i el d'un be o potser brau.[1]

### Gàrgoles
Canals volades de pedra en formes grotesques i fantàstiques figures del regne animal. Les més antigues estan ubicades en la part superior dels contraforts de la nau, algunes d'elles estan molt malmeses per la corrupció del temps.
En les més noves s'aprecia una clara influència del gòtic francès mentre que les originals són de factura molt més arcaica, i les seves formes són molt més estilitzades i decorades. Aquestes no ocupen una situació tan elevada i sols les trobem en la part de construcció més nova de la basílica, o sigui als peus, en l'estructura del baptisteri.

### "Cargol" de Sant Pere de la Seu
Petita torre hexagonal situada a la banda esquerra de l'exterior de l'absis i que s'aixeca fins a l'alçada de la coberta més alta del temple. Substitueix aquell contrafort mentre boterell superior, que agafa forma semicircular, serveix com a pont d'enllaç entre la torre i la teulada de la nau central. En el seu interior hi ha una escala de cargol amb entrada des de l'interior de la basílica. A la part superior s'hi obren quatre finestres amb dibuix trilobulat. Té aspecte de campanar.

### Sepulcres
- Bernat de Manresa. Sarcòfag de pedra, a la coberta del qual hi ha representat el difunt, mort el 1339, vestit de cavaller i amb el cap recolzat sobre un coixí i els peus sobre un gos. A la part frontal del vas hi ha uns relleus representant un llibre obert flanquejat per dos escuts.[1]
- Dama. Segons l'heràldica formaria part de la família Calders. A la coberta, la dama jacent reposa el cap en un coixí i els peus en un gos. La part frontal del vas està decorada amb relleus d'arquets trilobulats que inscriuen figures que ploren la morta.[1]
- Sacerdot. La figura de la coberta va revestida dels ornaments de dir missa i recolza els peus sobre un lleó. El sarcòfag, de pedra, presenta unes formes molt gòtiques, amb un disseny i una decoració minucioses. A la part frontal del vas s'hi representen dos escuts amb la flor de llis i al centre un llibre obert amb la data 1380.[1]

### Retaules

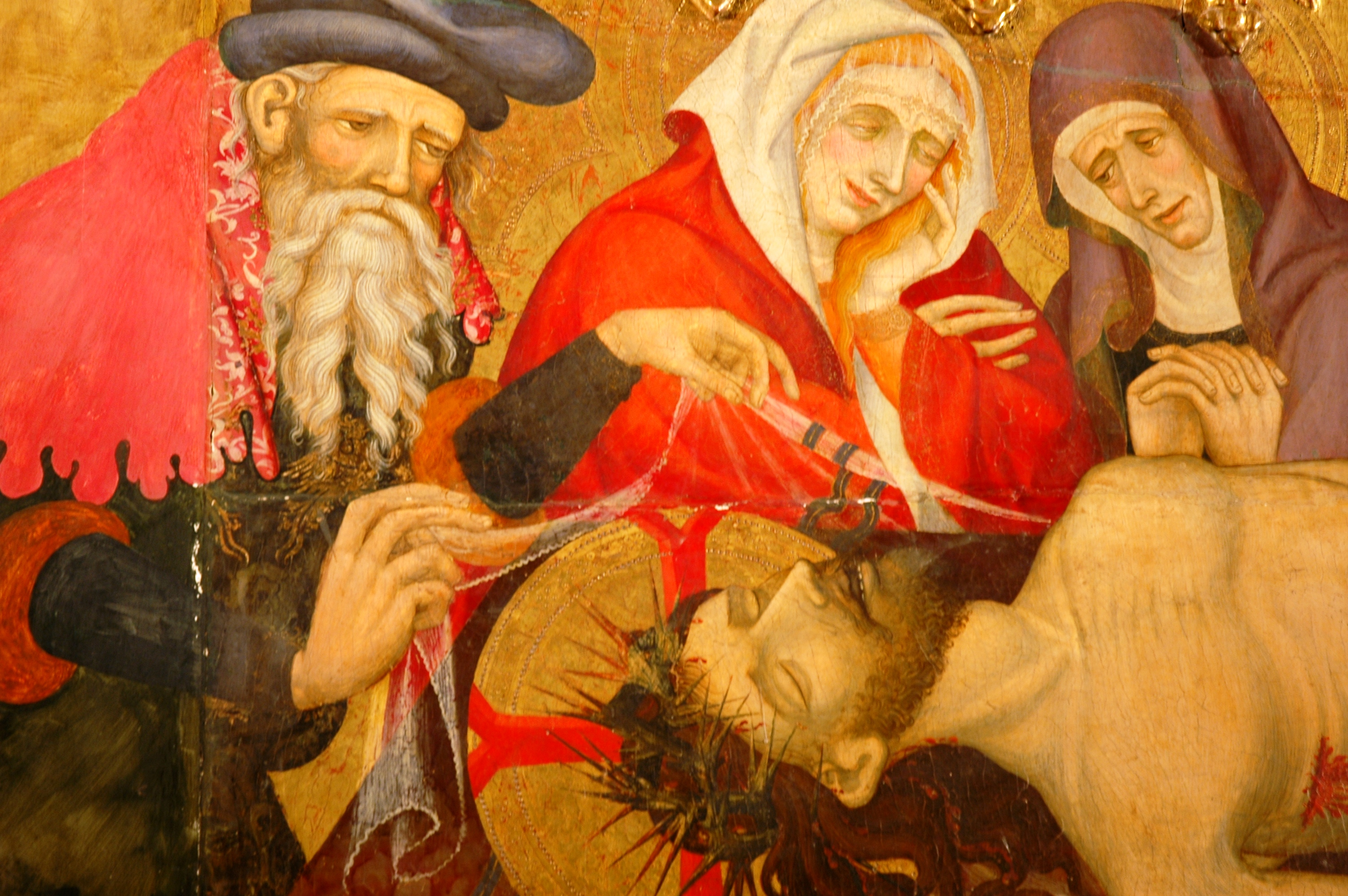
Detall de la taula pintada per Lluís Borrassà, col·locada com a predel·la del retaule del Sant Esperit

En el seu interior, conté diversos retaules gòtics, algun d'ells d'interès excepcional: 
- el Retaule de Sant Marc, d'Arnau Bassa (1346)
- el Retaule del Sant Esperit, de Pere Serra (1394), que ha estat considerat com una de les més valuoses creacions de la pintura catalana del segle xiv.
- el de Sant Miquel i de Sant Nicolau, de Jaume Cabrera (1406)
- el de la Santíssima Trinitat, obra d'Antoni Marquès (1507)[4] (antigament atribuït a Gabriel Guàrdia)
- També és notable un frontal d'altar obra del brodador florentí Geri di Lapo que va ser donació de Ramon Saera. És de lli brodat amb seda i or. Destaca així mateix una taula pintada de Lluís Borrassà (1411)

Situada a l'altar major i d'estil gòtic del segle com a còpia trobem la Verge de l'Alba de la Seu de Manresa tallada en fusta per Pere Puig. La imatge titular -Mare de Déu de l'Alba - és una imitació de la que fou destruïda per un incendi l'any 1979 i datava de finals del segle xiv.